# Culex axillicola
Culex axillicola är en tvåvingeart som beskrevs av Wallace A. Steffan 1979. Culex axillicola ingår i släktet Culex och familjen stickmyggor. Inga underarter finns listade i Catalogue of Life.